# تورقوزآباد
نقشهٔ تورقوزآباد
تورقوزآباد، روستایی از توابع بخش کهریزک شهرستان ری در استان تهران ایران است که در نزدیکی شهرری است.
این روستا اکنون فاطمیه (بهاران) نام دارد.
این محل حدود هفت کیلومتر با عوارضی تهران-قم فاصله دارد و فاصله آن با شهرک واوان اسلامشهر نیز حدود پنج کیلومتر است.

## جمعیت
این روستا در دهستان کهریزک قرار دارد و براساس سرشماری مرکز آمار ایران در سال ۱۳۹۵، جمعیت آن ۲٬۲۷۸ نفر (۶۵۴ خانوار) بوده‌است.

## انبار اتمی

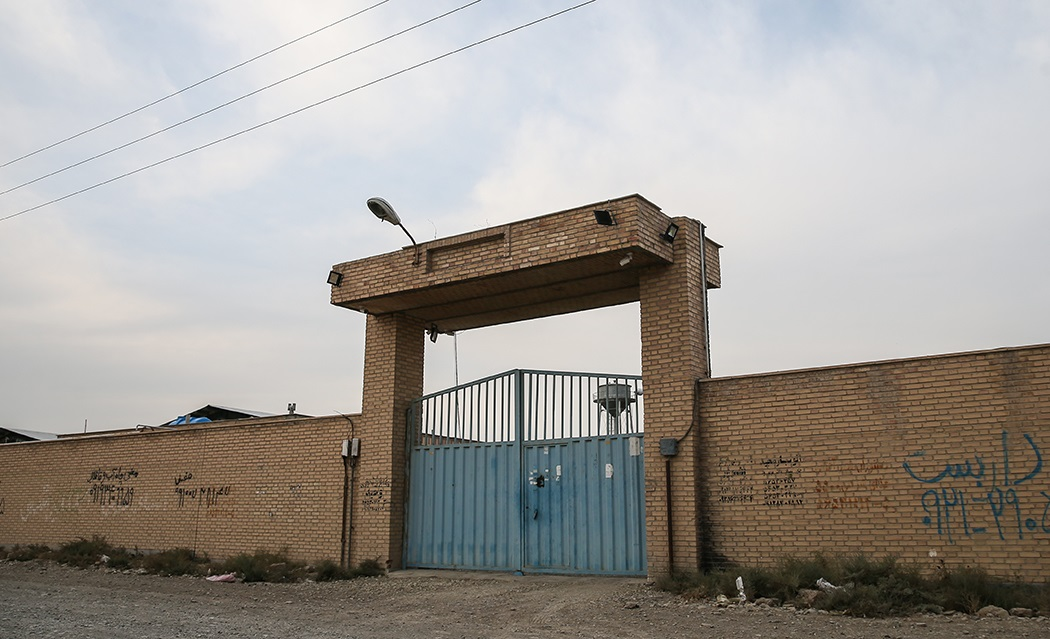
عکس محل سوله

در روز ۲۷ سپتامبر سال ۲۰۱۸ میلادی (۵ مهر ۱۳۹۷) نام این منطقه در صدر اخبار جهان قرار گرفت. بنیامین نتانیاهو در سخنرانی خود در مجمع عمومی سازمان ملل متحد با نمایش تصویری که مدعی شد ساختمانی در کوچه ماهر در تورقوزآباد است، این ادعا را مطرح کرد که ایران تأسیسات سرّی خود را در این منطقه نگهداری می‌کند.در تاریخ ۱۶ فروردین ۱۳۹۸ اعلام شد که آژانس بین‌المللی انرژی اتمی از این منطقه بازرسی به عمل آورده‌است.
در ۱۷ شهریور ۱۳۹۸، پس از گذشت نزدیک به یک سال از ادعای بنیامین نتانیاهو دربارهٔ این انبار اتمی مخفی در تورقوزآباد، رویترز در گزارشی به نقل از دو دیپلمات نزدیک به آژانس بین‌المللی انرژی اتمی، با گزارش پریسا جعفری و Jeffrey Heller از اورشلیم اعلام کرد که در نمونه‌گیری‌های این سازمان آثاری از اورانیوم در این مکان پیدا شده‌است.

### گزارش های رسانه‌های ایرانی
برخی از رسانه‌های داخلی ایران در گزارش هایی اعلام کردند محل مورد نظر نتانیاهو، کارخانه قالیشویی است و تصاویری از یک قالیشویی را منتشر کردند؛ اما برخی میگویند انبار اتمی روبروی کارخانه قالیشویی قرار داشت.
برخی دیگر از رسانه‌های وابسته به دولت اعلام کردند این انبار صرفاً انبار ضایعات فلزی است اما در تصاویر منتشر شده از درب ورودی انبار، ۲ عدد دوربین مداربسته و چند نورافکن مشاهده می‌شود که برخی گمانه زنی میکنند صرف وجود چند دوربین نشان دهنده این است که گزارش هایی رسانه های دولتی و سرزمینی ایران خلاف واقع است.

### مختصات دقیق انبار اتمی ترقوزآباد
۳۵°۳۰′۰۹″شمالی ۵۱°۱۷′۵۹″شرقی / ۳۵٫۵۰۲۴۳۲°شمالی ۵۱٫۲۹۹۷۴۶°شرقی

## پیشینه
تورقوزآباد تا دوره رضا شاه از املاک خالصه (متعلق به دولت) بود. رضا شاه برای از میان بردن نفوذ ابراهیم خان قوام‌الملک در فارس، خانواده او را به تهران کوچاند و دولت در هفدهم خرداد ۱۳۱۱ مصوبه‌ای از مجلس گذراند که همه املاک او را در فارس با املاک دولتی در اشرف، سمنان، دامغان، نیشابور، کاشان و تورقوزآباد تهران معاوضه کرد.